# لی یوان (بازیکن بسکتبال)
لی یوان (انگلیسی: Li Yuan؛ زادهٔ ۲۹ مهٔ ۲۰۰۰) بازیکن بسکتبال زن اهل چین است.
وی در مسابقات کشوری و بین‌المللی در مجموع برندهٔ ۲ مدال طلا، ۲ مدال نقره شده‌است.